# Ломпок
Ломпок (англ.  Lompoc) — город в округе  Санта-Барбара  в штате Калифорния США.

## Описание
Находится в юго-западной Калифорнии. Расположен вдоль реки Санта-Инез в прибрежной долине Ломпок, в 250 км к северо-западу от Лос-Анджелеса. Первоначально населённый индейцами чумаши, этот район был частью испанского земельного гранта, установленного в 1787 году. Город был основан в 1874 году как фермерское сообщество компанией Lompoc Valley Land Company, которая купила и разделила ранчо Ломпок и Мисьон-Вьеха. Ломпок на языке индейцев чумаш означает «Маленькое озеро» или «Лагуна». Многочисленные фрески Ломпока являются популярными достопримечательностями. Музей Ломпока содержит экспонаты, посвященные региональной истории района. Пляж Халама, к югу от города, является популярным местом для серфинга. Государственный исторический парк миссии Ла-Пурисима, в 5 км к северо-востоку от города, содержит множество отреставрированных зданий францисканской миссии Ла-Пурисима Консепсьон-де-Мария Сантисима, основанной в 1787 году. Инкорпорирован в 1888 году. Население в 2000 году — 41 103; в 2010 году — 42 434.

## Население
| 2010   | 2020    |
| ------ | ------- |
| 42 434 | ↗44 444 |